# Lay Down Your Arms
"Lay Down Your Arms" är en låt komponerad av Dan Stomberg med text av Conny Sundqvist och Dan Stomberg. Den spelades först in av bandet Regent och  senare av  Madison. Regent vann en tävling som gjorde att de fick spela in en singel och då spelades "Lay Down Your Arms" in och på B-sidan hamnade "Changes". Båda låtarna förekom senare på Madisons första skiva Diamond Mistress utgiven 1984.